# Saint-Aubin-de-Luigné
Saint-Aubin-de-Luigné là một xã thuộc tỉnh Maine-et-Loire trong vùng Pays de la Loire phía tây nước Pháp. Xã này nằm ở khu vực có độ cao trung bình 20 mét trên mực nước biển.
Sông Layon chảy qua thị trấn.